# Vredeburg (Haarlemmermeer)
Vredeburg is een buurtschap in de gemeente Haarlemmermeer in de Nederlandse provincie Noord-Holland. Het ligt in het zuiden van de polder aan de ringvaart, bij de brug naar Nieuwe Wetering, halverwege Huigsloot en Weteringbrug.
Hoewel Vredeburg door de gemeente Haarlemmermeer niet genoemd wordt als een van de dorpen of buurten van de gemeente, wordt het 300 meter lange lintdorp ter plekke wel als zodanig aangeduid met een ANWB-plaatsnaambord. Vlak ten oosten van de buurtschap ligt het aquaduct onder de Ringvaart.
Plaatsen: Abbenes · Badhoevedorp · Beinsdorp · Buitenkaag · Burgerveen · Cruquius · Haarlemmerliede · Halfweg · Hoofddorp · Leimuiderbrug · Lijnden · Lisserbroek · Nieuw-Vennep · Rijsenhout · Rozenburg · Schiphol · Schiphol-Rijk · Spaarndam-Oost · Spaarnwoude · Vijfhuizen · Weteringbrug · Zwaanshoek · Zwanenburg

Gehuchten en buurtschappen: Aalsmeerderbrug · Boesingheliede · Cruquius-Oost · De Hoek · Huigsloot · 't Kabel · De Liede · Nieuwebrug · Nieuwe Meer · Oude Meer · Penningsveer · Schiphol-Oost · Vinkebrug · Vredeburg · Weberbuurt

Voormalige gemeente: Haarlemmerliede en Spaarnwoude

Noord-Holland: Steden en dorpen      Nederland: Provincies · Gemeenten